# Tadeusz Mysłowski
Tadeusz Mysłowski (ur. 7 maja 1943 roku w Piotrkowie) – malarz, grafik, fotograf.
Od 1970 roku pracuje w Nowym Jorku.

## Życiorys
Urodził się w Piotrkowie koło Lublina, gdzie mieszkał do lat 60. Wówczas jego rodzina przeprowadziła się do Lublina. Absolwent Liceum Sztuk Plastycznych w Lublinie i malarstwa Akademii Sztuk Pięknych w Krakowie. Po raz pierwszy pokazał swoje prace w Paryżu, na wystawie w galerii Lambert. W 1970 roku wyemigrował do Nowego Jorku.
W 2010 r. Jerzy Jacek Bojarski zrealizował film o Tadeuszu Mysłowskim Rozpoczęło się w Piotrkowie. Z prywatnego archiwum pamięci opowiada Tade. Myslowski Lublin 2010

## Wystawy indywidualne i działalność
- Nowy Jork, Belgrad, Paryż, Lizbona, Kraków, Lublin, Wrocław.
- Luwr w Paryżu
- Museum of Modern Art w Nowym Jorku
- Muzeum Wiktorii i Alberta w Londynie
- Hünfeld
- W 1995 roku w Warszawie Tadeusz Mysłowski zaprezentował swoją wystawę Nieskończone kolumny.
- W 1999 roku wraz ze Zbigniewem Bargielskim zrealizował Shrine – multimedialną instalację na Majdanku.
- Dla Lublina zaprojektował instalację nawiązującą do wydarzeń 11 września, zaprojektował kolumnę św. Michała, która miała stanąć na Placu po Farze.
- Jedna z wystaw (w Galerie Renos Xippas w Paryżu), w lutym 1996 roku, została wykorzystana w filmie reklamowym koncernu IBM.
- Prace Tadeusza Mysłowskiego znajdują się w zbiorach Muzeum Narodowego w Warszawie.

## Nagrody i wyróżnienia
- Laureat Międzynarodowe Triennale Grafiki w Krakowie
- Artysta roku Angelus Lubelski (2009)
- Tytuł honorowego obywatela miasta Lublin (2023)[1]